# Sarie
Sarie – południowoafrykański magazyn dla kobiet, wydawany przez Media24 w języku afrikaans. Jest najstarszym tego typu periodykiem w RPA – został założony w 1949 pod nazwą „Sarie Marais”. Mottem przewodnim gazety są słowa my inspirasie – „moja inspiracja”. Porusza ona takie tematy, jak moda, uroda, styl życia.